# Palazzo Barbaro
Palazzo Barbaro - znana tudi kot Ca' Barbaro in Palazzo Barbaro-Curtis - sta par sosednjih palač v okrožju San Marco v Benetkah v severni Italiji. Prej sta bili eden od domov patricija Barbara. Palazzi stojita ob Canalu Grande, poleg palače Cavalli-Franchetti in nedaleč od Ponte dell'Accademia. Sta eni najmanj spremenjenih beneških gotskih palač.

## Zgodovina
Prva od obeh palač je v beneškem gotskem slogu in jo je leta 1425 zgradil Giovanni Bon, eden od beneških kamnoseških mojstrov. V zgodnjem 15. stoletju je pripadala Pieru Spieri in je šla skozi več rok, preden jo je leta 1465 pridobil Zaccaria Barbaro, prokurist Svetega Marka. in 1465.
Druga stavba je bila zgrajena v baročnem slogu in jo je leta 1694 zasnoval Antonio Gaspari, eden najboljših arhitektov 17. stoletja. Ta stavba je bila prvotno dvonadstropna in je pripadala družini Tagliapietra. V 16. stoletju so dali družini Barbaro dovoljenje za gradnjo na vrhu.
Antonio Gaspari je stavbo razširil med letoma 1694 do 1698. V Gasparijevi stavbi je bila dvorana družine Barbaro, ki je vključevala čudovito notranjost baročnih štukatur, slike starorimske tematike, kot je Ugrabitev Sabink Sebastiana Riccija in dela Giovannija Battiste Piazzetta.
V 18. stoletju je bila v 3. nadstropju palače ustvarjena elegantna knjižnica s stropom, ki je vključeval bogato štukaturo. V središče stropa knjižnice je bila postavljena ena od mojstrovin Giovanni Battiste Tiepola Poveličevanje družine Barbaro, slika, ki je zdaj v Metropolitanskem muzeju umetnosti v New Yorku. Vse Tiepolove freske so bile odstranjene.
Medtem ko je Palazzo ostala last družine Barbaro, tam niso vedno živeli. Leta 1499 je služila kot francosko veleposlaništvo v Beneški republiki. Leta 1524 je v Palazzo Barbaro živela Isabella d’Este, vdova Francesca II. Gonzage, markiza Mantove in sestra Alfonsa I. d'Este.
Leta 1797 je palača pripadala senatorju Zuanne Barbaro. Potem ko je družina Barbaro sredi 19. stoletja izumrla, je palačo kupila vrsta špekulantov, ki so dražili pohištvo in slike.
Leta 1881 je starejšo palačo najel sorodnik ameriškega slikarja Johna Singerja Sargenta, Daniel Sargent Curtis (odvetnik in bankir), ki jo je kupil leta 1885.
Daniel in Ariana Curtis sta popravila in obnovila Palazzo Barbaro in postala središče ameriškega umetniškega življenja v Benetkah z obiski Sargenta, njunega sina Ralpha Wormeleyja Curtisa, Henryja Jamesa, Whistlerja, Roberta Browninga in Clauda Moneta. Drugi člani "Barbaro Circle" so bili Bernard Berenson, William Merritt Chase, Isabella Stewart Gardner, Edith Wharton in Charles Eliot Norton.
Henry James je končal The Aspern Papers za mizo, ki je še danes nameščena v palači. James je plesno dvorano Barbaro smatral za najboljši primer beneške baročne notranjosti in je opis vključil v svoj roman The Wings of the Dove. Leta 1898 je John Singer Sargent v salonu naslikal skupinski portret družine Curtis z naslovom Notranjost v Benetkah. Isabella Stewart Gardner je dala svoj portret v Barbaro naslikati Andersu Zornu leta 1894.
Palazzo Barbaro je bila uporabljena kot lokacija v televizijski seriji Brideshead Revisited iz leta 1981 kot dom lorda Marchmaina in njegove ljubice, uporabljena pa je tudi kot lokacija v filmski adaptaciji The Wings of the Dove iz leta 1997.
Palazzo je pred kratkim doživela popolno estetsko in strukturno zunanjo obnovo.

## Opis

### Palazzo Barbaro Curtis
Popoln primer beneške gotike iz 14.-15. stoletja; stara stavba je trinadstropna stavba z medetažo, ki so ji nato na podstrešju dodali še medetažo.
Fasado po shemi, ki sega na vrhunec v Ca 'Bernardo, odpirata dva portala v pritličju (levi je ogivalen, osrednji pravokoten) in v dveh nadstropjih piano nobile ogivalno štirisvetlobno okno (v osrednjem položaju), obkroženo s parom enojnih lancetastih oken, ki so vsa vstavljena v štirikoten kamniti okvir. Okraski v prvem pisno nobile so videti novejši od tistih v drugem.
Vstavljene so značilne patere in ploščice, ki polepšajo površino, vidno iz Canala Grande.

### Palazzo Barbaro
Novi del, ožji in višji, je štirinadstropna baročna stavba, katere fasado v drugem žlahtnem nadstropju zaznamuje odprtina, sestavljena iz štirih okroglih odprtin, s ključno masko in balustrado: osrednji sta združeni v obliki bifore.
V tretjem nadstropju je še eno okroglo okno, pod majhnim pedimentom, ki sredinsko dominira nad fasado.
V notranjosti pisno nobile nadstropij je treba kljub odstranitvi Tiepolovih del spomniti na štukaturno dekoracijo Abbondio Stazia.